# Des Moines (Schiff, 1948)
Die zweite USS Des Moines (CA-134), genannt „Daisy Mae“, war das Typschiff der aus insgesamt drei fertiggestellten Schiffen bestehenden Des-Moines-Klasse, die bei der United States Navy als „Gun Cruiser“, also Schwerer Kreuzer, klassifiziert war. Sie hat ihren Spitznamen von einem Nebencharakter einer bekannten Cartoonserie der frühen 1950er Jahre, Li’l Abner. Nach der Des Moines wurden noch die Salem und die Newport News aus der Des-Moines-Klasse in Dienst gestellt.

## Geschichte
Die Des Moines wurde am 28. Mai 1945 auf der Fore River Shipyard in Quincy im US-Bundesstaat Massachusetts auf Kiel gelegt und nach ihrem Stapellauf im September 1946 am 17. November 1948 in Dienst gestellt. Sie nahm an keiner bewaffneten Auseinandersetzung teil, war aber in den 1950er Jahren für lange Zeit das Flaggschiff der im Mittelmeer stationierten 6. Flotte, die an einigen NATO-Übungen teilnahm und vor allem während der Sueskrise 1956 sowie der Libanonkrise im Sommer 1958 im Mittelpunkt des internationalen Interesses und der US-amerikanischen Außenpolitik stand. Sie war ferner das erste US-Kriegsschiff nach dem Zweiten Weltkrieg, das Jugoslawien besuchte, als sie der Adriastadt Rijeka im Dezember 1950 einen Besuch abstattete.

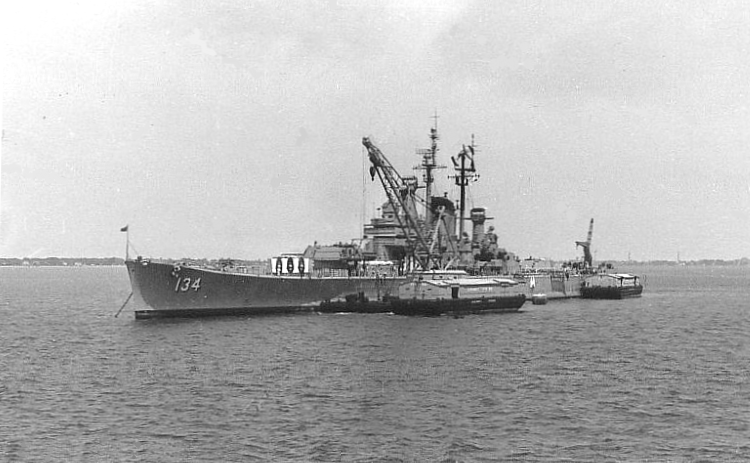
Die Des Moines in der Bucht von Newport News vor Anker – 1957

Die Des Moines wurde am 14. Juli 1961 außer Dienst gestellt und lag lange Zeit im Hafen von Philadelphia, Pennsylvania, bei der Naval Inactive Ship Maintenance Facility (NISMF), weil ihr Schicksal nicht geklärt war. Die US Navy hatte das Schiff zur Verschrottung freigegeben, doch eine Initiative aus Veteranen setzte sich dafür ein, dass das Schiff restauriert und als Museumsschiff nach Milwaukee, Wisconsin, gebracht würde. Dieses Vorhaben scheiterte jedoch nach längeren Debatten und im August 2006 wurde der Abwrackungsvertrag mit einer texanischen Firma abgeschlossen. Die Des Moines wurde in den folgenden Wochen nach Brownsville im US-Bundesstaat Texas geschleppt und dort bis Juli 2007 abgewrackt.

## Trivia
Die Des Moines spielt gemeinsam mit ihrem Schwesterschiff, der Salem, eine wichtige Rolle im Band „Die Verräter“ aus der SciFi-Romanreihe „Invasion“ des amerikanischen Autors John Ringo.